# Doliornis
Doliornis é um género de ave da família Cotingidae.

## Espécies
Este género contém as seguintes espécies:
- Doliornis remseni
- Doliornis sclateri